# Felice Salina
Felice Salina (Pioltello, 28 luglio 1946) è un ex ciclista su strada italiano, professionista dal 1969 al 1970 e vincitore di una tappa alla Vuelta a España 1969.

## Carriera
Nato nel 1946 a Pioltello, in provincia di Milano, ha iniziato a praticare il ciclismo agonisticamente a 16 anni.
Da dilettante ha vinto il Gran Premio Colli Rovescalesi nel 1967 con la S.C. Excelsior Milano e il Giro delle Tre Provincie nel 1968 con il G.S. Cavallino Rosso.
Nel 1969, a 23 anni, è passato professionista con la Max Meyer, con la quale ha partecipato al Giro d'Italia, arrivando 67º, alla Milano-Sanremo, terminata al 99º posto, e alla Vuelta a España, dove ha vinto la seconda tappa (135 km nell'Estremadura, tra Badajoz e Cáceres), ma non è riuscito a terminare la corsa, andando fuori tempo massimo alla dodicesima tappa.
Nel 1970 è passato alla Sagit, con la quale ha preso parte di nuovo al Giro d'Italia, non portandolo a termine.
Ha chiuso la carriera nel 1970, a 24 anni.

## Palmarès
- 1967 (dilettanti)

Gran Premio Colli Rovescalesi
- 1968 (dilettanti)

Giro delle Tre Provincie
- 1969 (Max Meyer, una vittoria)

2ª tappa Vuelta a España (Badajoz > Cáceres)

## Piazzamenti

### Grandi Giri
- Giro d'Italia

1969: 67º
1970: ritirato
- Vuelta a España

1969: fuori tempo massimo (12ª tappa)

### Classiche monumento
- Milano-Sanremo

1969: 99º